# Силакога
Силакога (англ. Sylacauga) — город в США. Расположен в округе Талладига штата Алабама.
Находится в центральной Алабаме. Расположен в юго-западной части национального леса Талладига (восточная часть) в долине реки Куса, примерно в 50 милях (80 км) к юго-востоку от Бирмингема. Этот район посетил испанский исследователь Эрнандо де Сото в 1540 году. Район был заселён племенем криков, пока они не были выселены федеральным правительством в 1836 году. Появление железной дороги Anniston and Atlantic Railroad в 1886 году способствовало экономическому росту. Город построен на обширном пласте кремово-белого мрамора, единственном известном в мире месторождении такого рода. Добыча и обработка этого мрамора начались в 1840 году, и часть его была использована в здании Верховного суда США и Мемориале Линкольна. Мрамор измельчается и используется во многих продуктах, включая краски, клеи, пластмассы, резину и косметику.
Мраморная промышленность города дополняется текстильным, бумажным, полиграфическим производством, производством мороженого и удобрений. Неподалеку находится парк пещер ДеСото с 12-этажной пещерой. В музее и центре искусств Изабель Андерсон Комер представлены экспозиции, посвященные искусству и местной истории. Название Силакога происходит от слова «Чалакаге», что означает «место племени Чалака». Инкорпорирован в 1838 году. Население: (2010 г.) 12 749; (2020 г.) 12 566.
| 2010   | 2020    |
| ------ | ------- |
| 12 749 | ↘12 578 |